# Санкции в связи со вторжением России на Украину (5 пакет)
Пятый пакет санкций в связи со вторжением России на Украину был принят с 5 апреля по 2 июня 2022 года за вторжение на Украину и резню в Буче.

## Хронология

### 5 апреля 2022 года
ЕС сообщил о 5-м пакете санкций, который включает:
- запрет на импорт российского угля (по оценкам ЕС — будет стоить России потерь в 4 млрд евро ежегодно)[1]
- запрет на транзакции с четырьмя крупнейшими российскими банками, среди которых будет и Банк ВТБ (по оценкам ЕС — 23 % российского рынка)[1]
- запрет российским суднам и операторам заходить в порты стран союза[1]
  - исключения — агропродукция и пищевые товары, гуманитарные и энергетические грузы[1]
- запрет на работу российских и белорусских дорожных операторов[1]
- запрет на экспорт в РФ квантовых компьютеров, высокотехнологичных полупроводников, транспортных составляющих и т. д. (по оценкам ЕС — 10 млрд евро ежегодно)[1]
- отказ от импорта из РФ ряда товаров и сырья вроде древесины, семян, морепродуктов и алкоголя (по оценкам ЕС — 5,5 млрд евро)[1]
- запрет российским компаниям участвовать в европейских публичных закупках и лишение российских государственных учреждений финансовой поддержки со стороны ЕС[1]
- введение дополнительных индивидуальных санкций против РФ[1].

США официально приостановили обмен налоговой информацией с Россией, хотя де-факто не предоставляли российским властям никакой налоговой информации с момента начала российского вторжения на Украину 24 февраля. Также они ввели санкции против криптобиржи Garantex.

### 6 апреля 2022 года
Канада внесла в санкционные списки 9 россиян: Владимира Потанина, Виктора Вексельберга, Кирилла Шамалова, Леонида Михельсона, Дмитрия Пумпянского, его жену Галину Пумпянскую, Александра Винокурова, Вадима Мошковича, Игоря Костюкова. Санкции также введены против 9 граждан Беларуси.
Новая Зеландия ввела ряд санкций против России:
- ко всему импорту из России будут применяться 35 % пошлины[5]
- запрещён экспорт в Россию промышленной продукции, такой как информационно-коммуникационное оборудование и двигатели[5].

Финляндия вновь объявила о прекращении грузового железнодорожного сообщения с Россией. Прекращение перевозок может занять несколько месяцев.
США заявили о вводе санкций, которые включают:
- санкции против «Альфа-Банка» и «Сбербанка России» — заморозку любых их активов, относящиеся к финансовой системе США, и запрет гражданам США вести с ними бизнес[7] (кроме операций, связанных с энергетикой[8]); под санкции также попали 42 связанных со Сбербанком организации, 6 связанных с Альфа-Банком организаций и 5 связанных с Альфа-Банком грузовых судов[9]
- полный запрет на новые инвестиции в Россию[7]
- ограничения против крупных российских государственных предприятий критической сферы — запрет гражданам США совершать сделки с этими организациями и заморозка любых их активов в юрисдикции Штатов[7]
- полную блокировку активов дочерей Владимира Путина — Катерины Тихоновой и Марии Воронцовой[9], супруги и дочери министра иностранных дел Сергея Лаврова, а также 21 члена Совета безопасности России, которые ранее не попали санкционный список, включая Дмитрия Медведева, Михаила Мишустина, Александра Беглова, Игоря Комарова, Владимира Булавина, Юрия Чайку, Константина Чуйченко, Александра Гуцана, Владимира Колокольцева, Игоря Краснова, Валентины Матвиенко, Сергея Нарышкина, Рашида Нургалиева, Анатолия Серышева, Игоря Щёголева, Антона Силуанова, Сергея Собянина, Юрия Трутнева, Владимира Устинова, Антона Вайно, Владимира Якушева[9]. Санкции отключают их от финансовой системы США и замораживают все активы в Соединённых Штатах[7].

Также США не будут участвовать в тех встречах «Большой двадцатки», в которых будет участвовать Россия.
Великобритания:
- добавила в санкционные списки Леонида Михельсона, главу «Алроса» Сергея Иванова, предправления Газпромбанка Андрея Акимова, руководителя «Газпром нефти» Александра Дюкова, основателя «ФосАгро» Андрея Гурьева-старшего, основного бенефициара «Акрона» Вячеслава Кантора, гендиректора «КАМАЗа» Сергея Когогина и футболиста московского «Локомотива» Бориса Ротенберга — им запрещён въезд в страну, их активы будут заморожены[12][13]
- добавила в санкционные списки «Сбербанк России» и Московский Кредитный Банк[12]
- запретила импорт российских товаров из железа и стали[13]
- запретила экспорт оборудования для нефтедобычи и нефтепереработки, включая катализаторы[14]
- запретила все новые внешние инвестиции в Россию[14]
- объявила о планах полностью отказаться от российских нефти и угля до конца 2022 года, а также «как можно скорее» от российского газа[14].

Украина национализировала российских и белорусских 450 вагонов-цистерн и 7 грузовых транспортных средств (468 млн грн.), а также инициировала национализацию ещё 1552 вагонов.
Частично признанная Китайская Республика (Тайвань) ввела эмбарго на экспорт с острова 57 высокотехнологичных товаров, которые включают специальное телекоммуникационное оборудование, части интегральных схем и частотно-регулируемые приводы.

### 7 апреля 2022 года

Голосование Генеральной Ассамблеи ООН по резолюции ES-11/3 про приостановку права на членство РФ в Совете по правам человека:
За — 93
Против — 24
Воздержались — 58
Отсутствовали — 18
не являются членами ООН

Австралия ввела санкции против 67 человек, включая вице-премьера России Дмитрия Григоренко, министра экономического развития Максима Решетникова, заместителя председателя российской Думы Александра Бабаков и генерал-полковника Михаила Мизинцева, а также назначенного Кремлём так называемого «мэра» Мелитополя, украинки Галины Данильченко, и члена украинского парламента Олега Волошина.
США ужесточили санкции против российских авиакомпаний «Аэрофлот», Azur Air и UTair — закрыли возможность не только прямого доступа к товарам из США, но и реэкспорту товаров американского происхождения из-за рубежа. Посредникам, которые будут это игнорировать, также будут угрожать определённые санкции со стороны США. Также они ввели санкции против российской алмазодобывающей компании «Алроса», 28 дочерних предприятий АО «Объединённая судостроительная корпорация» (ОСК) и 8 членов её совета директоров.
Британская заморская территория Острова Кайман сообщила о создании и активизации совместной оперативной группы для координации, определения и внесения поправок в политику для реализации санкций в отношении России.
Генеральная Ассамблея ООН приостановила членство России в Совете ООН по правам человека.

### 8 апреля 2022 года
Пятый пакет санкций окончательно утверждён ЕС. В него внесены уточнения:
- запрет на закупку, импорт или перевозку угля и других твердых ископаемых видов топлива в ЕС, если они происходят из России или экспортируются из России вступит в силу с августа 2022 года[24]
- запрет работы российских и белорусских автотранспортных операторов не касается фармацевтической, медицинской, сельскохозяйственной и пищевой продукции, включая пшеницу, грузы в гуманитарных целях[24]
- расширен запрет на депозиты в крипто-кошельке, а также на продажу банкнот и ценных бумаг, переводимых в любой официальной валюте государств-членов ЕС в Россию и Беларусь, или любому физическому или юридическому лицу в этих странах[24]
- под санкции попали компании, чьи продукты или технологии сыграли роль во вторжении, и «высокопоставленные кремлёвские чиновники… видные бизнесмены, работающие в ключевых секторах экономики, таких как энергетика, финансы, СМИ, оборонная и военная промышленность, а также сторонники дезинформации, манипулирования информацией, систематического распространения ложной информации Кремля о ситуации на Украине», члены семей лиц, уже попавших под санкции ЕС[24][25]. Санкции введены против 217 физических и 18 юридических лиц, среди которых:
  - высокопоставленные кремлёвские чиновники, олигархи — Моше Кантор, Борис Ротенберг и Олег Дерипаска, другие видные бизнесмены, работающие в ключевых секторах экономики, таких как энергетика, финансы, СМИ, оборонная и военная промышленность, а также сотрудники российских государственных СМИ[26]
  - родственники подсанкционных лиц, включая Марию Воронцову и Екатерину Тихонову, дочерей президента России Владимира Путина[26]
  - так называемые министры и члены «Народного совета» так называемых «Донецкой народной республики» и «Луганской народной республики»[26]
  - 18 подсанкционных организаций, включая четыре крупных российских банка — Банк «Открытие», «Новикомбанк», «Совкомбанк» и ВТБ; компании, работающая в транспортном секторе и принадлежащие Российской Федерации, а также компании оборонно-промышленного комплекса, в том числе концерн «Калашников»[26]
- ликвидирована законодательная лазейка, которая позволяла правительствам стран-членов экспортировать в Россию оружие, несмотря на вступившее в силу эмбарго в 2014 году[27].

Также Европейская комиссия предупредила Венгрию о том, что оплата за российские энергоносители в рублях будет считаться нарушением санкций.
Япония:
- ввела эмбарго на поставки угля из России[29]
- ввела запрет на импорт российской водки[29]
- заморозила активы крупных кредиторов «Сбербанка» и «Альфа-банка»[29]
- приостановила новые инвестиции в Россию[29]
- замораживает активы 398[30] человек, в том числе законодателей и тех, кто связан с российскими военными[29]
- заморозила активы 28 организаций[29][30].

Великобритания ввела санкции против дочерей президента РФ Владимира Путина (Тихонова Екатерина Владимировна, Воронцова Мария Владимировна) и дочери главы МИД РФ Сергея Лаврова (Винокурова Екатерина Сергеевна, в документе также фигурирует как Лаврова Екатерина Сергеевна).
США перекрыли России и Беларуси доступ к импорту таких товаров как удобрения, трубные клапаны, шариковые подшипники и другие детали, материалы и химикаты. Изделия, изготовленные за границей с помощью американского оборудования, также нуждаются в лицензии США, в которой американская администрация планирует отказать. Также США ограничили рейсы в Беларусь принадлежащих, контролируемых или арендуемых белорусами самолётов американского производства.
Швейцария, Норвегия, Исландия и Лихтенштейн присоединились к группе стран, использующих аналогичные средства контроля для ограничения доступа России к технологиям. Эти государства исключены из лицензионных требований США, установленных в феврале BIS для продуктов иностранного производства, которые включают в себя американский контент или полагаются на американские технологии и программное обеспечение, в связи с тем, что их внутреннее законодательство теперь дублирует действие мер контроля США. С их присоединением число государств, согласующих меры экспортного контроля с США, достигло 37 (среди них ЕС, Япония, Канада и Великобритания).
Европейский свободный альянс исключил из своего состава Русский союз Латвии.

### 9 апреля 2022 года
США:
- приостановили нормальные торговые отношения с Россией и Беларусью, открывая путь к повышению пошлин на импорт из них[35]
- запретили импорт энергоносителей из России, включая нефть, уголь и природный газ[35].

ЕС:
- ограничил импорт удобрений из России — с 10 июля вводятся квоты на импорт ряда российских удобрений сроком на один год. Квота на ввоз хлористого калия (код 3104 20) составит 837,57 тыс. тонн, сложных и других удобрений с содержанием калия (коды 3105 20, 3105 60 и 3105 90) — 1 млн 577,807 тыс. тонн[36]
- ввёл полный запрет на продажу Беларуси, её физическим и юридическим лицам любых ценных бумаг, деноминированных в любой национальной валюте стран-членов ЕС[37]
- ввёл запрет на продажу, поставку или любую передачу Беларуси, включая её Центробанк, банкнот этих национальных валют[37]
  - исключение из этого правила будет делаться для путешествующих на территорию Беларуси европейцев, а также для их прямых родственников, путешествующих вместе с ними. Это исключение касается также представителей дипломатического корпуса европейских стран и международных организаций, аккредитованных в Беларуси[37]
- ввёл запрет на операции для всего автомобильного транспорта, принадлежащего Беларуси, это означает запрет любой автомобильной транспортировки товаров в пределах ЕС и их транзитные перевозки. Данный запрет вступит в силу с 16 апреля 2022 года для всех товаров, перевозка которых началась после 9 апреля с территории ЕС, или для транзита по территории ЕС для возвращения соответствующих транспортных средств на территорию Беларуси[37]
  - этот запрет не будет распространяться на почтовые перевозки, поскольку эти услуги имеют универсальное значение[37]
- ввёл запрет на закупку, импорт или транспортировку на территорию ЕС природного газа и нефти из Беларуси, включая бензиновые продукты, а также металлов: титана, алюминия, меди, никеля, палладиума и железной руды[37]
- ввёл запрет на закупку, импорт и транспортировку фармакологической, медицинской, сельскохозяйственной или пищевой продукции, включая зерно и удобрения из Беларуси[37]
  - исключения из этого запрета будут производиться только для гуманитарных товаров, товаров для дипломатических и консульских учреждений, международных организаций на территории Беларуси, имеющих иммунитет, в соответствии с международным законодательством. Соответствующие организации должны запрашивать Еврокомиссию разрешение на такие поставки за две недели до завоза[37].

### 11 апреля 2022 года
Европол совместно с государствами ЕС, Евроюстом и Frontex начал операцию «Оскар» по поиску российских активов, подпадающих под санкции ЕС.
Канада ввела санкции против 33 предприятий, связанных с оборонной промышленностью.
Болгария отказалась от обмена секретной информацией с Россией.
Финляндия приостановила отправку всех писем и посылок между Финляндией и Россией, а также между Финляндией и Беларусью.
Литовские железные дороги закрыли свои представительства в Беларуси и России.
Агентство по ядерной энергии при ОЭСР приостановило участие России.

### 13 апреля 2022 года
Великобритания ввела:
- санкции против 205 бизнесменов и политиков из России, членов их семей и Виктора Медведчука[45]
- запрет на импорт российского чугуна и стали, а также экспорт квантовых технологий, товаров и технологий для нефтепереработок, передовых товаров, технологий и материалов, некоторых предметов роскоши с 14 апреля[46][47].

Андорра присоединилась к санкциям ЕС от 8 апреля.

### 14 апреля 2022 года
Австралия ввела санкции против 14 российских компаний. В санкционном списке «Газпром», «Транснефть», «Ростелком», «РусГидро», судоходные компаний и порты, а также «Алроса». Также Почта Австралии прекратила почтовый обмен с Россией.
Фиджи задержали суперяхту «Amadea», принадлежащую российскому миллиардеру Сулейману Керимову, и её экипаж. Официальные представители государства подтвердили, что у Фиджи есть соглашения с другими странами о применении санкций в отношении российских олигархов.
Мировой энергетический совет отменил конгресс в Санкт-Петербурге.

### 15 апреля 2022 года
Великобритания ввела санкции против директора футбольного клуба «Челси» Евгения Тененбаума и ещё одного бизнес-партнёра Романа Абрамовича Давида Давидовича.
Украина инициировала национализацию 380 тонн белорусских азотно-фосфорных калийных удобрений.
Международная ассоциация национальных агентств по нумерации приостановила членство Российской Федерации и Беларуси

### 19 апреля 2022 года
Новая Зеландия:
- ввела санкции против 18 российских организаций, среди которых: «Альфа-Банк», «Банк Россия», «Банк Открытие», Черноморский банк развития и реконструкции, Центральный банк Российской Федерации, Московский кредитный банк, «Газпромбанк», «Генбанк», Промышленный сберегательный банк, «Новикомбанк», «Россельхозбанк», Российский национальный коммерческий банк, Российский фонд прямых инвестиций, «Сбербанк», «Совкомбанк», «СМП Банк», «Внешэкономбанк», ВТБ[57]
- запретила экспорт российским военным и службам безопасности[57]
- приостановила дипломатические консультации с Россией[57].

Япония запретила импорт на 38 наименований продукции из России, которые включают: древесину; алкогольные напитки, включая водку, вино и пиво, а также их ингредиенты; металлообрабатывающие станки, насосы и другую технику и электрооборудование. Для товаров, которые были запрещены к ввозу, но имели импортный контракт до 18 апреля, был предоставлен льготный период в несколько месяцев.
Канада ввела новые санкции в отношении 14 физических лиц из России, включая: председатель ЦБ Эльвира Набиуллина, бизнесмены Пётр Авен и Михаил Гуцериев, сенатор Александр Торшин, виолончелист Сергей Ролдугин, дочери Путина Катерина Тихонова и Мария Воронцова.
Украина прекратила сотрудничество с Россией в областях создания и эксплуатации ракетно-космической и ракетной техники, а также архивного дела.

### 20 апреля 2022 года
Япония внесла изменения в своё законодательство, которые позволяют лишить РФ статуса «страны наибольшего содействия в торговле» и повысить тарифы на российский импорт, а также предотвращать использование теми, на кого наложены санкции, криптоактивов в качестве лазейки для перевода своих средств третьим лицам.
США ввели:
- санкции против 40 физических и 29 юридических лиц, среди которых[63]:
  - председатель правления банка «Открытие» Михаил Задорнов, замминистра финансов РФ Владимир Колычев и первый зампредседателя Центробанка России Ксения Юдаева[63]
  - «Транскапиталбанк» (ТКБ)[64]
  - «Битривер» и её десять дочерних компаний — компании, занимающиеся добычей криптовалют, чтобы не разрешить РФ обойти таким образом санкции[64]
  - сеть олигарха Константина Малофеева — Международное агентство суверенного развития (IASD)[64]
  - топ-чиновники IASD и его дочерних компаний[64]
  - сын Малофеева — Кирилл Малофеев[63]
  - московская компания «MarGlo», тоже связанная с Малофеевым, цель которой была оказывать финансовые услуги от имени подсанкционных компаний[64]
  - организация Малофеева «Царьград» и её руководитель Павел Кузьмин — она считается «краеугольным камнем широкой сети по распространению прокремлёвской пропаганды и дезинформации» и служила «посреднической организацией между пророссийскими европейскими политиками и чиновниками правительства РФ, а также недавно пообещал пожертвовать более 10 миллионов долларов на поддержку неспровоцированной войны России против Украины».[63][64]
  - ООО «Аналитический центр Катехон» (Катехон)[64]
- визовые ограничения в отношении более чем 600 граждан России и Беларуси, среди которых 3 высокопоставленных российских и 17 белорусских чиновников[63].

### 21 апреля 2022 года
Великобритания:
- ввела против 26 физических и юридических лиц из России:
  - исполняющего обязанности главы МЧС Александра Чуприяна, командующего Силами специальных операций Валерия Флюстикова, гендиректора РЖД Олега Белозерова, первого заместителя начальника Генштаба Вооружённых сил Николая Богданского, бывшего министра обороны Анатолия Сердюкова, официального представителя Минобороны Игоря Конашенкова, главреда журнала «Национальная оборона» Игоря Коротченко и супругу предпринимателя Германа Хана Анжелику Хан[65]
  - концерна «Калашников», ракетно-космического центра «Прогресс», Центрального научно-исследовательского института машиностроения, Научно-исследовательского технологического института имени А. П. Александрова и рядя других российских НИИ[65]
- запретила ввоз серебра, изделий из дерева и «элитных товаров», включая икру, из России (импорт товаров на £1 млрд)[66]
- увеличила пошлины на 35 процентных пунктов на российские и белорусские товары на сумму около £130 млн, включая алмазы и каучук[66].

США запретили вход в свои порты всем кораблям под российским флагом.
ЕС внес в санкционный список украинского бизнесмена Сергея Курченко и российского предпринимателя Евгения Пригожина.
Организация американских государств лишила Россию статуса постоянного наблюдателя.
Авиационный альянс Oneworld исключил из своего состава «S7 Airlines».

### 22 апреля 2022 года
Австралия ввела санкции и запретила поездки 144 российским сенаторам, двум дочерям президента Владимира Путина и дочери министра иностранных дел Сергея Лаврова.
Албания, Босния и Герцеговина, Исландия, Лихтенштейн, Норвегия, Северная Македония, Украина и Черногория присоединились к санкциям ЕС против России от 8 апреля 2022 года. К санкциям против Беларуси, также введённым ЕС 8 апреля 2022 года в ответ на её причастность к российской агрессии против Украины, помимо этих стран присоединилась Сербия. Норвегия, в виде исключения, освободила от санкций российские рыболовные суда, часто выгружающие свой улов в портах на севере Норвегии. Кроме того, было отмечено, что арктический архипелаг Шпицберген может не соблюдать данные ограничительные мероприятия против России. Подобные послабления были приняты дабы не нарушать обязательств, вытекающих из Шпицбергенского трактата. В то же время в Лонгйире был введен местный таможенный контроль, чтобы избежать использования Шпицбергена в качестве лазейки для ввоза и вывоза подсанкционных товаров в Россию и из России — для этого действие норвежского Закона о таможне распространили на Шпицберген. Лихтенштейн установил переходный период до 29 мая.

### 26 апреля 2022 года
Великобритания:
- ввела запрет на экспорт в Россию продукции и технологий, которые могут быть использованы против украинского народа, включая оборудование для перехвата данных и для слежки[78]
- распространила обновленный санкционный список с техническими изменениями в отношении включенных в него 195 российских физических и юридических лиц[79].

Польша ввела санкции в отношении 50 физических и юридических лиц, в числе которых:
- российские бизнесмены Олег Дерипаска, Михаил Фридман, Михаил Гуцерев, Моше Кантор[80]
- «Газпром», KTK Polska, Suek Polska, «Новатек», «Фосагро», «Белойл», «КАМАЗ», «Лаборатория Касперского», Спортмастер, Wildberries и Faberlic[80][81].

### 27 апреля 2022 года
Канада ввела санкции против 11 высокопоставленных чиновников и 192 членов «народных советов» самопровозглашенных «ДНР» и «ЛНР».
Швейцария присоединилась к пятому пакету санкций, принятому ЕС 8 апреля 2022 года. Ограничения включают:
- запрет на импорт бурого и каменного угля[83]
- запрет на импорт древесины, цемента, морепродуктов и икры[83]
- запрет на экспорт товаров, которые могут способствовать укреплению промышленных мощностей России, в том числе речь идет о промышленных роботах или химических продуктах[83]
- запрет поддерживать российские государственные организации и регистрировать трасты российских физических или юридических лиц[83]
- добавление в санкционные списки 217 человек и 18 компаний[83].

Решение не распространяется на меры ЕС по закрытию портов для судов РФ, а также сухопутной перевозке грузов, поскольку грузовики и суда из РФ на практике и так уже не могут получить доступ на швейцарскую территорию.
Всемирная туристская организация приостановила членство России.

### 28 апреля 2022 года
Латвия запретила своим спортсменам принимать участие в российских и белорусских соревнованиях, а также сотрудничать со спортивными представителями и командами данных стран.
Албания, Босния и Герцеговина, Исландия, Лихтенштейн, Норвегия, Северная Македония, Украина и Черногория присоединились к санкциям ЕС от 21 апреля 2022 года против украинского бизнесмена Сергея Курченко и российского предпринимателя Евгения Пригожина.
Авиационный альянс SkyTeam временно отстранил от членства «Аэрофлот».

### 29 апреля 2022 года
Украина прекратила сотрудничество с Россией в области рыбного хозяйства и денонсировала соглашение об избежании двойного налогообложения доходов и имущества и предупреждении уклонений от уплаты налогов.

### 2 мая 2022 года
Новая Зеландия:
- ввела санкции против 170 членов Совета Федерации России[90]
- распространила санкции на 6 компаний и организаций оборонного сектора России[90]
- усилила санкции в отношении более 400 человек, которым ранее запретили въезд в страну[90].

### 3 мая 2022 года
Финский государственный железнодорожный оператор VR Group объявило продаже своих активов в России. Также она начала расторжение контрактов на перевозку с российской стороной.

### 4 мая 2022 года
Австралия ввела адресные финансовые санкции и запрет на поездки ещё для 110 человек:
- 34 высокопоставленных членов возглавляемых Россией движений в Донецкой и Луганской областях Украины, так называемых «Народного Совета Донецкой Народной Республики» и «Народного Совета Луганской Народной Республики»[92]
- 76 депутатов Государственной Думы РФ[92].

Великобритания расширила санкции против России, включив туда ещё 63 российских граждан и компаний, в частности:
- заместитель министра обороны Николай Панков; помощник президента РФ, глава совета директоров Первого канала Максим Орешкин; глава банка «Открытие» Михаил Задорнов; председатель правления Совкомбанка Дмитрия Гусев; ведущий программы «Однако» на Первом канале Михаил Леонтьев; ведущая и автор программ на ВГТРК Наиля Аскер-заде; военный корреспондент ВГТРК Евгений Поддубный; корреспондент «Комсомольской правды» Александр Коц; директор Центрального музея Великой Отечественной войны Александр Школьник[93]
- ВГТРК; ПАО «КамАЗ»[93].

Британским компаниям также запретили оказывать России услуги в сфере управленческого консалтинга, бухгалтерского дела и пиара.
Андорра присоединилась к санкциям ЕС от 21 апреля.
Международный транспортный форум ввёл ограничения против России и Беларуси:
- Российская Федерация и Беларуси не будут включены в исследовательские проекты МТФ и курирующее их бюро Транспортного исследовательского комитета.
- Работа МТФ не будет включать анализ или исследование по Российской Федерации или Беларуси
- Данные, анализ политики и отчеты по Российской Федерации или Беларуси не будут включены в сообщения МТФ
- Секретариату МТФ было предложено отказать в добровольных взносах от Российской Федерации или Беларуси
- В мероприятиях Ежегодного саммита МТФ, за исключением официального заседания Совета министров транспорта (закрытое заседание), не будет участвовать ни Российская Федерация, ни Беларуси. Сюда входят мероприятия на высшем уровне, организованные заинтересованными сторонами.

### 5 мая 2022 года
Великобритания лишила Московскую биржу статуса признанной фондовой биржи и ввела санкции против металлургической и горнодобывающей компании «Евраз».
Украина запретила гражданам или резидентам РФ участвовать в управлении страховыми, финансовыми и другими небанковскими учреждениями.

### 6 мая 2022 года
Частично признанная Китайская Республика (Тайвань) распространила экспортные ограничения, наложенные за месяц до этого на Россию, также и на Беларусь. Список экспортного контроля включает оборудование для производства полупроводников, а также лазеры и навигационные системы.
Международный газовый союз приостановил любое участие компаний Российской Федерации в своей деятельности. В связи с этим субъектам РФ было отказано в участии в Международном газовом конгрессе, а «Интерфаксу» было отказано в аккредитации на нём.

### 8 мая 2022 года
США ввели санкции, которые включают:
- запрет на продажу услуг из США в Россию, таких как бухгалтерский учёт и консультирование по вопросам управления[101]
- запрет резидентам США рекламировать или продавать вещательное оборудование «Первому каналу», «России-1» и НТВ[101]
- запрет на экспорт технологий, включая промышленные двигатели, бульдозеры и другие предметы, которые могут использоваться российскими оборонными заводами[101]
- приостановка выдачи лицензий на экспорт в Россию специальных ядерных материалов[102]
- визовые ограничения в отношении более 2600 граждан России и Беларуси, в том числе военных и руководителей «Сбербанка» и «Газпромбанка»[101][102]
- санкции против Московского индустриального банка и 10 его дочерних компаний, ООО «Промтехнология», ООО «Оборонлогистика», 6 судоходных компаний и десятков кораблей, преимущественно грузовых[102][103].

Великобритания ввела санкции в отношении России и Беларуси:
- повышенными пошлинами обложили платину и палладий. Тариф в размере 35 % затронет российский импорт в сумме на £1,4 млрд (около $1,7 млрд)[104]
- введён запрет на экспорт в Россию британских товаров на сумму более £250 млн: химикаты, пластмасса, резина и машинное оборудование[104].

Канада ввела санкции против 40 россиян и пяти компаний, которые способствовали военному вторжению на Украину.

### 10 мая 2022 года
Япония ввела санкции против 133 физических лиц, среди которых: премьер-министр России Михаил Мишустин, заместитель секретаря Совета Безопасности Рашид Нургалиев, большинство руководства «ЛДНР», а также бизнесмен Геннадий Тимченко и члены его семьи. Им заморожены активы. Также Япония ввела ряд ограничений на экспорт — санкции коснулись 70 компаний и организаций, которые напрямую или косвенно были связаны с оборонным сектором России, среди которых: «Алмаз-Антей» — концерн, разрабатывающий и выпускающий зенитно-ракетное и радиолокационное оборудование и компоненты вооружения противовоздушной и противоракетной обороны; корпорация «Тактическое ракетное вооружение»; Всероссийский научно-исследовательский институт «Эталон».
Новая Зеландия ввела санкции против 8 человек и организаций, «причастных к кампании по дезинформации Путина, а также кибератак на Украину».
Латвия запретила транзит военных грузов из Беларуси по железной дороге и через латвийские порты.
Женевский центр политики безопасности прекратил членство России в Совете учредителей.

### 12 мая 2022 года
Япония заморозила активы «Сбербанка» и «Альфа-банка». Также она запретила японским физическим и юридическим лицам делать новые инвестиции в России, которые дадут им долю в 10 и более процентов. Запрету подлежат также кредиты со сроком погашения более одного года.
Украина национализировала корпоративные права Международного резервного банка, являвшегося дочерней компанией «Сбербанка России», и «Проминвестбанка», являвшегося дочерней компанией ВЭБ.РФ. Кроме корпоративных прав, Украина принудительно изъяла финансовые активы, то есть право требования долга, ВЭБ.РФ к «Проминвестбанку», «Сбербанка» к МР Банку и обеих дочерних компаний российских банков к юридическим лицам. Также изымаются финансовые активы посредством средств на накопительном и корреспондентском счетах, ОВГЗ, депозитных сертификатов НБУ. Для МР Банка будут изымать все средства, кроме 3 млрд гривен, которые направят на удовлетворение потребностей вкладчиков.
Латвия приняла решение о блокировке российских соцсетей «Вконтакте», «Одноклассники» и «Мой мир».

### 13 мая 2022 года
Япония расширила перечень товаров и технологий, запрещённых для экспорта в Россию. Среди них: квантовые компьютеры, запчасти к ним, микроскопы, оборудование для моделирования (3D-принтеры), оборудование для производства органических светодиодов, для изготовления микроэлектромеханических систем и производства водородного топлива, вакуумные насосы, охлаждающее оборудование и его компоненты, полимеры, катализаторы для нефтепереработки, устройства программного управления для станков.
Великобритания ввела санкции против людей из близкого окружения президента РФ Владимира Путина, а также членов его семьи, среди которых: Алина Кабаева, Анна Зацепилина, Людмила Очеретная, Игорь Путин, Роман Путин, Михаил Путин, Михаил Шеломов, Александр Плехов, Михаил Клишин, Владимир Колбин, Юрий Шамалов, Виктор Хмарин.
Латвия запретила въезд 102 гражданам России на неопределённый срок. В основном это российские деятели культуры, которые поддержали решение президента РФ о вторжении на Украину. Среди них: Василий Ливанов, Николай Бурляев, Александр Панкратов-Чёрный, Борис Галкин, Александр Пашутин, Игорь Петренко и режиссёры Юрий Кара и Николай Лебедев.

### 16 мая 2022 года
Латвия прекратила действие 13-й статьи латвийско-российского договора, обеспечивающего сохранность мемориальных сооружений, и отказалась от ответственности за российских военных пенсионеров.
Частично признанная Республика Косово присоединилась к расширению санкций ЕС и США. Они, в частности, включают замораживание активов попавших под санкции лиц, запрет на их поездки и перемещение их активов за пределы Косово и касаются, в числе прочих, группы Вагнера.

### 18 мая 2022 года
Австралия включила в санкционный список 11 человек и 12 организаций «за распространение российской пропаганды и дезинформации». Также она ввела целенаправленные финансовые санкции против организаций, в частности, «фабрик троллей», «которые создают и распространяют дезинформацию в интернете, многие из которых связаны с российскими спецслужбами». Среди организаций, попавших под санкции за их роль во вторжении России, фигурирует частная военная компания «Вагнер».

### 19 мая 2022 года
Великобритания включила в санкционные списки три российских авиаперевозчика — «Аэрофлот», авиакомпанию «Россия» и «Уральские авиалинии». По оценкам британского правительства санкции лишат компании возможных денежных поступлений в 50 млн фунтов стерлингов.
Германия лишила Герхарда Шрёдера государственных привилегий, положенных ему как бывшему федеральному канцлеру Германии.

### 20 мая 2022 года
Канада ввела:
- санкции против 14 физических лиц, «включая российских олигархов, членов их семей и близких соратников путинского режима»[124]
- запрет на экспорт предметов роскоши (включая алкогольные напитки, табак, одежду и обувь класса люкс, аксессуары, ювелирные изделия и предметы искусства) в Россию и их импорт (включая алкогольные напитки, морепродукты, рыбу и непромышленные алмазы). В 2021 году оборот этих товаров составил 75,7 млн долларов[124]
- запрет на экспорт товаров, которые могут быть использованы в производстве и изготовлении оружия Россией[124].

Украина прекратила действие соглашения с Россией о сотрудничестве в борьбе против незаконного оборота наркотических средств и соглашения о медицинском страховании граждан.

### 22 мая 2022 года
Украина вышла из соглашения с Россией об избежании двойного налогообложения доходов и имущества и предупреждении уклонений от уплаты налогов.

### 23 мая 2022 года
Украина внесла изменения в законодательство, позволяющие конфисковать в пользу государства имущество и активы лиц, поддерживающих российское вторжение.

### 24 мая 2022 года
США объявили, что не будут продлевать лицензию, которая позволяет России производить выплаты для обслуживания внешнего долга.
Украина ввела санкции против:
- российского олигарха Владимира Евтушенкова (бессрочно), гендиректора «Росатома» Алексея Лихачёва (на 3 года)
- АО «Банк ДОМ.РФ», ПАО "АФК «Система», АО «Группа Кронштадт», ООО «ИТИС», АО «МР Банк».

### 25 мая 2022 года
США ввели в действие санкции против автомобилестроительной группы «ГАЗ» российского олигарха Олега Дерипаски, применение которых американский Минфин отсрочивал в течение четырёх лет.

### 27 мая 2022 года
Служба безопасности Украины сообщила, что с её подачи профильные украинские ведомства отменили действие сертификата техобслуживания самолётов ГП «Антонов» (тип «Ан») для «фирмы-прокладки» в одной из стран Ближнего Востока, которая позволяла России «легально» обслуживать тяжёлые транспортные самолёты данного типа по всему миру. После этого Россия не сможет ремонтировать свои грузовые самолёты, произведённые по лицензии ГП «Антонов», ни в одной стране.

### 31 мая 2022 года
Канада ввела санкции против 22 физических и 4 юридических лиц, включая Алину Кабаеву, должностных лиц российских финансовых учреждений и членов их семей, а также финансовых учреждений и банков.
Украина наложила арест на имущество, счета и корпоративные права российской группы компаний «Татнефть». Их общая стоимость оценивается в 2 млрд грн.

### 2 июня 2022 года
США расширили санкции:
- В санкционный список включили 17 россиян, в том числе официального представителя МИД РФ Марию Захарову, виолончелиста Сергея Ролдугина и его жену Елену Миртову, миллиардера Алексея Мордашова, его сыновей Кирилла и Никиту, а также жену Марину, которая весной 2022 года получила часть активов мужа, вице-премьера Дмитрия Григоренко, министра транспорта Виталия Савельева, министра экономического развития Максима Решетникова, министра строительства и жилищно-коммунального хозяйства Ирека Файзуллина, бизнесмена Года Нисанова, а также строителя яхт президента РФ Владимира Путина Евгения Кочмана
- Санкции были введены против металлургической компании «Северсталь» и ещё 15 юридических лиц, в том числе золотодобывающей компании Nord Gold, а также компании Imperial Yachts и нескольких компаний, которые управляли и номинально владели яхтами российских чиновников и олигархов
- В санкционный список были внесены 7 яхт и 3 самолёта, которые связывают с россиянами, в том числе с Владимиром Путиным. В частности, в списке указаны судна Graceful и «Олимпия»
- Был ограничен доступ к технологиям и оборудованию американского производства для 71 компаний из России и Беларуси.

Частично признанная Китайская Республика (Тайвань) прекратила экспорт в Россию и Беларусь микропроцессорной техники, которая соответствует хотя бы одному из трех условий:
- достигается уровень быстродействия 5 гигафлопс и выше, либо арифметическое логическое устройство имеет разрядность свыше 32 бит;
- тактовая частота электронного компонента превышает 25 МГц;
- один или более портов или интерфейсов обеспечивает скорость передачи между компонентами свыше 25 Мбайт/с.

Также запрет на экспорт коснулся микросхем: они должны иметь не более 144 контактов. Помимо этого, запрещаются поставки отдельных видов литографического оборудования, используемого для изготовления микросхем.